# Temetiu
Temetiu – góra w Polinezji Francuskiej, na wyspie Hiva Oa w archipelagu Markizów. Leży w pobliżu Atuony. Jej wysokość to 1213 m n.p.m. Jest najwyższym szczytem na Hiva Oa.